# 多目的ダム

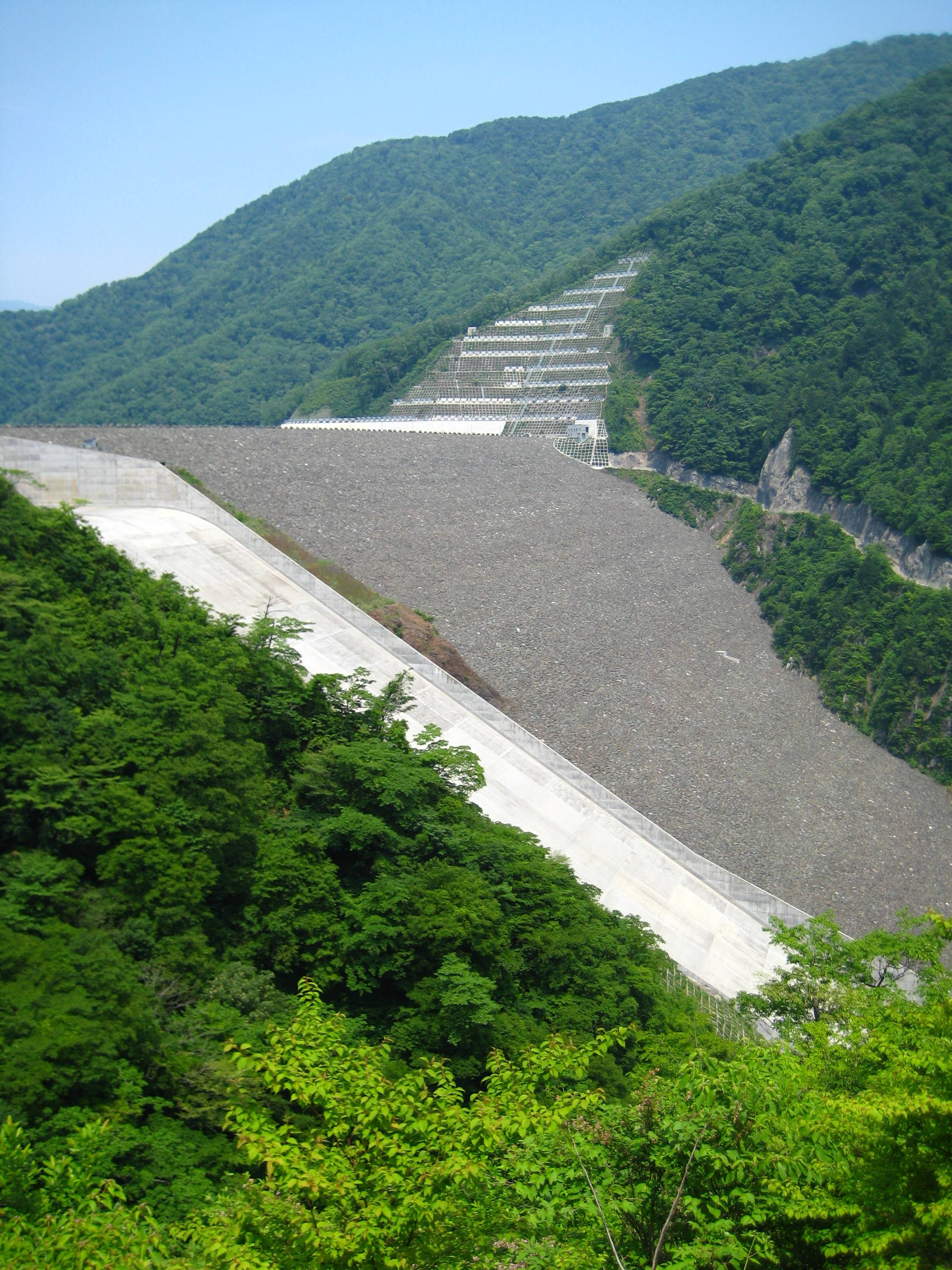
日本最大の多目的ダム・徳山ダム（岐阜県・木曽川水系揖斐川。水資源機構）

多目的ダム（たもくてきダム、英: Multipurpose dam）とは、治水・利水等複数の機能を兼備したダムである。洪水調節・不特定利水・水力発電・かんがい・上水道・工業用水のいくつか、または全てを兼ね備えている。この他雪を融かすための消流雪用水や、ローイング競技（ボート競技）やオリエンテーリングの遂行といったレクリェーションといった目的を持つダムもある。

## 概要
複数の目的のために使用されるダムを多目的ダムという。計画上、かんがい、発電、洪水調節、水道用水、工業用水、レクリエーションなど2つ以上を組み合わせた計画を多目的計画（Multipurpose project）という（単独目的計画に対比される技術用語）。
国際大ダム会議の世界ダム登録（2007年国際大ダム会議「ダムと世界の水」参照）によると世界のダムの71.7%が単一目的のダムだが、多目的ダムが増大しつつあり28.3%となっている。
多目的ダムは目的の組み合わせによっては根源的な矛盾をはらむとされ、利水（灌漑、用水、発電）のためには貯水量が多い高めの水位のほうが都合がよいが、最大の治水能力を発揮するには低い水位のほうがよい。治水の点では多目的ダムに豪雨が予想される場合、現状の水位で対応可能か、放流により水位を下げて治水容量を確保すべきか限られた時間内に判断しなければならない。

## 米国の多目的ダム

### 歴史
1930年代半ば、アメリカ合衆国西部ではコロラド川のフーバーダム、コロンビア川のグランドクーリーダムとボンネビル・ダム、サクラメント川のシャスタダム、ミズーリ川のフォートペックダムの5大建造物が建設されていた。
フーバーダムとグランドクーリーダムの建設後も灌漑用水の供給と電力供給を主な目的とし、それに洪水管理と河川航行の改良を加えた多目的ダムが次々に建設された。安価な灌漑用水の供給は農地の拡大とともに大規模機械化農業を生み出し農業生産は飛躍的に向上させた。また、電力供給によって鉱工業化が進み、人口増や生産増に伴う都市用水や工業用水の需要増加にもダムからの水供給が貢献した。
このような巨大多目的ダムの建設は1950年代から1970年代が最盛期で、その後は減少していったが、ダム建設の適地の枯渇、政府の事業費負担の抑制、河川環境問題がクローズアップされるようになったことが背景にある。ダム建設をめぐっては下流の水位減少による河川環境への影響なども懸念されるようになり、水資源の確保と環境保全の施策の両立が図られるようになった。ダム湖周辺には国立や州立の公園や自治体の自然保護区が設けられるようになり、ダム資料館や地形や地質・生息する動植物などの資料の展示などを行うビジターセンターなどが設けられ環境学習の場としても整備されるようになっている。

### 建設
米国の多目的ダム建設は、灌漑と発電の分野では内務省開拓局が、洪水管理と河川航行の分野では陸軍工兵隊が中心になっている（ミズーリ川の5大事業のように両者が協力して建設されたダムもある）。

## 日本の多目的ダム
最大の目的は洪水調節＝治水であるため、狭義では洪水調節機能を主目的とし、かつ複数の目的を有するダムを指す。このため洪水調節目的を持たないダムに関しては、たとえ複数の目的を持っていたとしても多目的ダムとして扱われない場合が多い。
日本で初めて建設された多目的「ダム」とはため池などの小堰堤を含めた場合、東大寺大仏建立に力を尽くした大僧正・行基が指揮を執り、奈良時代の731年に完成したと伝わる摂津国の昆陽池（兵庫県伊丹市）であり、洪水調節とかんがいを目的とした。現在におけるダムの定義（河川法及び河川管理施設等構造令における、高さ15メートル以上のダム）に合致する多目的ダムとしては青森県が建設した沖浦ダム（岩木川水系浅瀬石川。その後浅瀬石川ダム建設に伴い水没し、現在は消滅）が施工例としては初、山口県が建設した向道ダム（錦川）が完成例では初となる。戦後相次いだ水害や人口増加に伴う水需要の増大、高度経済成長に伴う工業用水の必要性の高まり等、時代の要請と共に建設が相次いだ。その後「特定多目的ダム法」が施行され、より定義が明確になった。
多目的ダムは大別すると特定多目的ダム（国土交通省管理）と補助多目的ダム（都道府県管理）があり、この他「水資源機構法」に基づく多目的ダム（水資源機構管理）や複数の事業者が管理・運用する「兼用工作物」（河川法第17条に規定）としての多目的ダムも存在する。性質上大規模なものが多く、現在日本最大の多目的ダムは徳山ダム（木曽川水系揖斐川・水資源機構）である。

### 特定多目的ダム
特定多目的ダムとは、1957年（昭和32年）に制定された「特定多目的ダム法」に基づき、国土交通大臣（制定当時は建設大臣）が事業主体として計画から完成後の管理までを一貫して行う多目的ダムのことである。国土交通省直轄ダムである事から「直轄ダム」・「直ダム」とも呼ばれる。

#### 沿革
戦後相次ぐ水害の被害に対し総合的な治水対策が課題となったが、1949年（昭和24年）に経済安定本部は諮問機関である河川審議会（正式名称は河川総合開発調査審議会。治水調査会とも呼ばれる）が「河川改訂改修計画」を発表、多目的ダムによる総合的河川開発を提唱した。これを発展させ1950年（昭和25年）に「国土総合開発法」が施行され、翌年には全国22地域を対象とした「特定地域総合開発計画」が発表されこれに基づき全国において大規模な河川総合開発が行われるようになった。
建設省（現・国土交通省）は国民生活上重要な水系においては直轄事業として系統的な河川総合開発を更に推進したが、多目的ダムの建設に関しては治水の他水力発電・灌漑・上水道・工業用水道等の確保も目的に挙げられるため複数の事業者が混在することとなり、その調整に手間取ることもあった。こうした管理の一元化と洪水調節を最優先目的に位置づけるべく、建設に伴う巨額の事業費を捻出可能な建設省による多目的ダム建設を推進し河川総合開発の整合性を図るための法整備が重要となった。こうして1957年3月31日に公布され翌日に施行されたのが特定多目的ダム法である。趣旨としては以下の3つがある。
- 河川総合開発事業の目的に基づき、建設される多目的ダムの計画・建設を建設省によって一貫して実施する。
- 完成後の多目的ダムの管理は建設省によって直轄、一元的に行う。
- 巨額の建設費を負担する代わりに、対価としてダムの所有権・使用権を建設大臣（現在は国土交通大臣）が保有する権利を持つ。

これらは従来の多目的ダム建設における不備の点であり、複数の事業者が介在することで権利や責任の所在が明確にならなかったものを建設大臣が一括して保持することで、事業の円滑な推進と管理を図ろうとしたのである。
なお、蜂の巣城紛争以降、水源地域の活性化が極めて重要視されるようになった。特定多目的ダムについては1973年（昭和48年）に水源地域対策特別措置法が施行された後は、ほとんどのダムにおいて措置法を適用し、水没住民や水没対象自治体への対策を強化した。これをさらに発展させたのが全ての特定多目的ダムを対象として1994年（平成6年）に実施された「地域に開かれたダム」であり、所在自治体と連携し様々な取り組みを行い現在では治水・利水のみならず地域活性化の要として重要な位置を占めている。

#### 除外規定
ただし、以下のような条件がある場合は、国土交通省が直轄管理するダムであっても特定多目的ダム法の適用を受けない。
一つは複数事業者による管理ダムの場合である。建設省と他の事業者（主に電気事業者）が共同で管理運営を行うダムは、河川法第17条によって「兼用工作物」として認定される（詳細は後述）。手取川ダム・九頭竜ダム等では電力会社と共同の管理主体となっており、この場合は協定によって管理の分担が行われる。従ってこうしたダムは国直轄管理ダムであっても特定多目的ダムとはならない。こうしたダムは「直轄河川総合開発事業」として施工される。
二つ目は水資源機構が管理するダムである。1962年（昭和37年）には「水資源開発促進法」が施行されて水資源開発公団（現・独立行政法人水資源機構）が発足し、総合的な水資源開発を日本の主要水系（利根川・荒川・木曽川・豊川・淀川・吉野川・筑後川）で推し進めた。これら公団事業として建設・管理されるダムに関しても水資源開発公団法（現在は水資源機構法）の適用を受けるため、特定多目的ダム法が適用されない。
そして三つ目は特定多目的ダム法が施行される以前に完成した国土交通省直轄ダムである。これらのダムは河川法第17条に基づく「兼用工作物」ダムとして扱われる（後述）。
この他、洪水調節のみを目的とする治水ダムに関して（足羽川ダムなど）は単一目的のため適用外である他、都道府県知事が河川事業者として管理を行う二級水系に建設されることもない。ただし沖縄県については沖縄振興特別措置法で沖縄県知事の要請があった場合、二級河川であっても特定多目的ダムが建設されることがある。

#### 主な特定多目的ダム

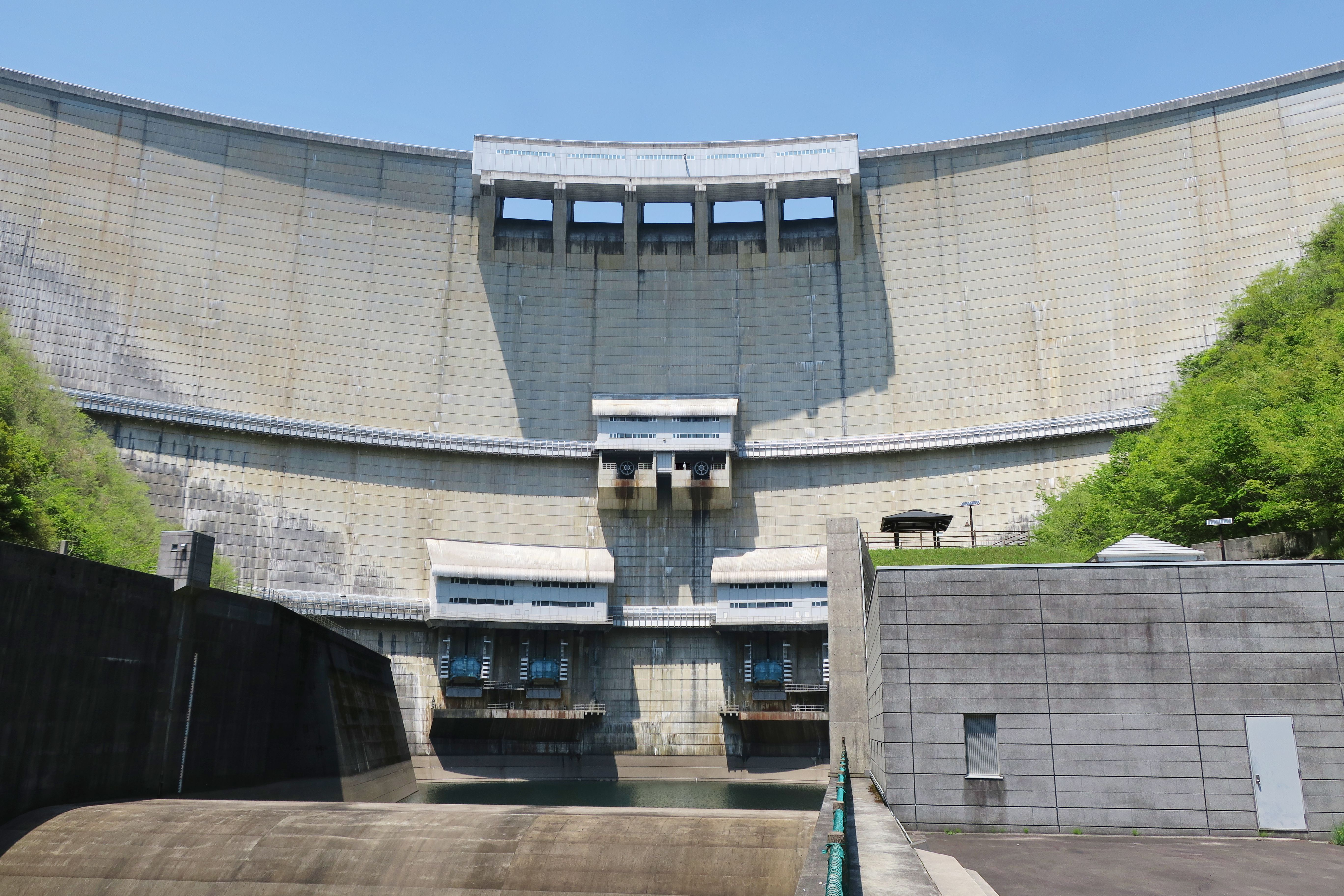
特定多目的ダム・温井ダム（広島県・太田川水系滝山川。国土交通省中国地方整備局）

| 所在地   | 水系     | 河川     | ダム       | 型式         | 堤高 (m) | 総貯水容量 (千トン) |
| -------- | -------- | -------- | ---------- | ------------ | -------- | ------------------- |
| 広島県   | 太田川   | 滝山川   | 温井ダム   | アーチ       | 156.0    | 82,000              |
| 神奈川県 | 相模川   | 中津川   | 宮ヶ瀬ダム | 重力式       | 155.0    | 193,000             |
| 岐阜県   | 矢作川   | 上村川   | 上矢作ダム | ロックフィル | 150.0    | 54,000              |
| 長野県   | 天竜川   | 三峰川   | 戸草ダム   | 重力式       | 140.0    | 61,000              |
| 栃木県   | 利根川   | 鬼怒川   | 川治ダム   | アーチ       | 140.0    | 83,000              |
| 岩手県   | 北上川   | 胆沢川   | 胆沢ダム   | ロックフィル | 132.0    | 143,000             |
| 群馬県   | 利根川   | 吾妻川   | 八ッ場ダム | 重力式       | 131.0    | 107,500             |
| 福井県   | 九頭竜川 | 真名川   | 真名川ダム | アーチ       | 127.5    | 115,000             |
| 山形県   | 最上川   | 置賜野川 | 長井ダム   | 重力式       | 125.5    | 51,000              |
| 山形県   | 赤川     | 梵字川   | 月山ダム   | 重力式       | 123.0    | 58,000              |

- （注）黄色欄は未完成のダム。

### 補助多目的ダム
補助多目的ダムとは都道府県知事が事業主体となって多目的ダムの建設～管理までを一貫して行う都道府県営ダムである。建設に際して国庫補助が出ることからこの名称が付いている。

#### 沿革
戦前におけるダム技術・制度論の第一人者・物部長穂の提唱による「河水統制事業」案は1937年（昭和12年）に内務省によって予算化され、本格的な施工が開始された。奥入瀬川・浅瀬石川・鬼怒川・江戸川・相模川・錦川・小丸川・諏訪湖の7河川1湖沼が対象水系に指定され、浅瀬石川では日本で初めて計画された多目的ダム・沖浦ダムが1935年（昭和10年）より、錦川では1938年（昭和13年）に向道ダムが着工され、都道府県単位での多目的ダム建設が開始された。1941年（昭和15年）には向道ダムが多目的ダムとしては初めて供用され、その後相模ダム（相模川）や旭川ダム（旭川）、松尾ダム（小丸川）の建設が開始されたが戦争の激化で事業は全て中断を余儀なくされた。
戦後中断していた事業は次第に再開され、建設が中断していた前記のダムが相次いで完成した。1954年（昭和29年）の「国土総合開発法」によって加速度的に河川総合開発が進められたが、財源的に単独で新規ダム事業を計画するのは困難な情勢であった。これを受け1951年（昭和26年）の予算で事業費用の1/4を国庫補助する「河水統制事業費補助」制度が盛り込まれ、これを機に全国各地の河川で都道府県が事業主体となる河川総合開発事業が急増し、多目的ダム建設が盛んとなった。補助多目的ダムの「補助」はここからも由来しているとも言われる。
全国各地の河川で建設される補助多目的ダムは一級水系の本支川の他、特定多目的ダム法ではカバーできない二級水系でも建設された。二級水系では流域の河川依存度が高い反面水害や水不足が頻発するため、「中小河川改修事業」として多目的ダムを建設することも活発に行われた。補助多目的ダムの場合は大抵の場合複数の事業者によって共同でダムを管理しており、この場合は特定多目的ダムと同様に河川法上の「兼用工作物」に認定される。これは同じ県管理でも治水事業は土木部局、電気事業は企業局の管理というように自治体内の別部署による共同管理である場合も該当する。なお、建設省の特定多目的ダムであったものが管理を各自治体に移行したダムがある。目屋ダム（岩木川）・大倉ダム（大倉川）・皆瀬ダム（皆瀬川）・大野ダム（由良川）・市房ダム（球磨川）がこれに当たるが、ダム自体は特定多目的ダム法に基づいて建設されたものであるため、補助多目的ダムの範疇には入らない。
現在では補助多目的ダムとしての建設は地方自治体の深刻な財政難や公共事業見直し機運によって減少傾向にある。が、1988年（昭和63年）より実施されている限られた地域への治水・利水を目的とする「小規模生活貯水池」事業として、比較的小規模な多目的ダムの建設が逆に増加傾向にある。補助多目的ダムの中には「レクリェーション」・「消流雪用水」といった特殊な目的を持つダムもある。

#### 主な補助多目的ダム

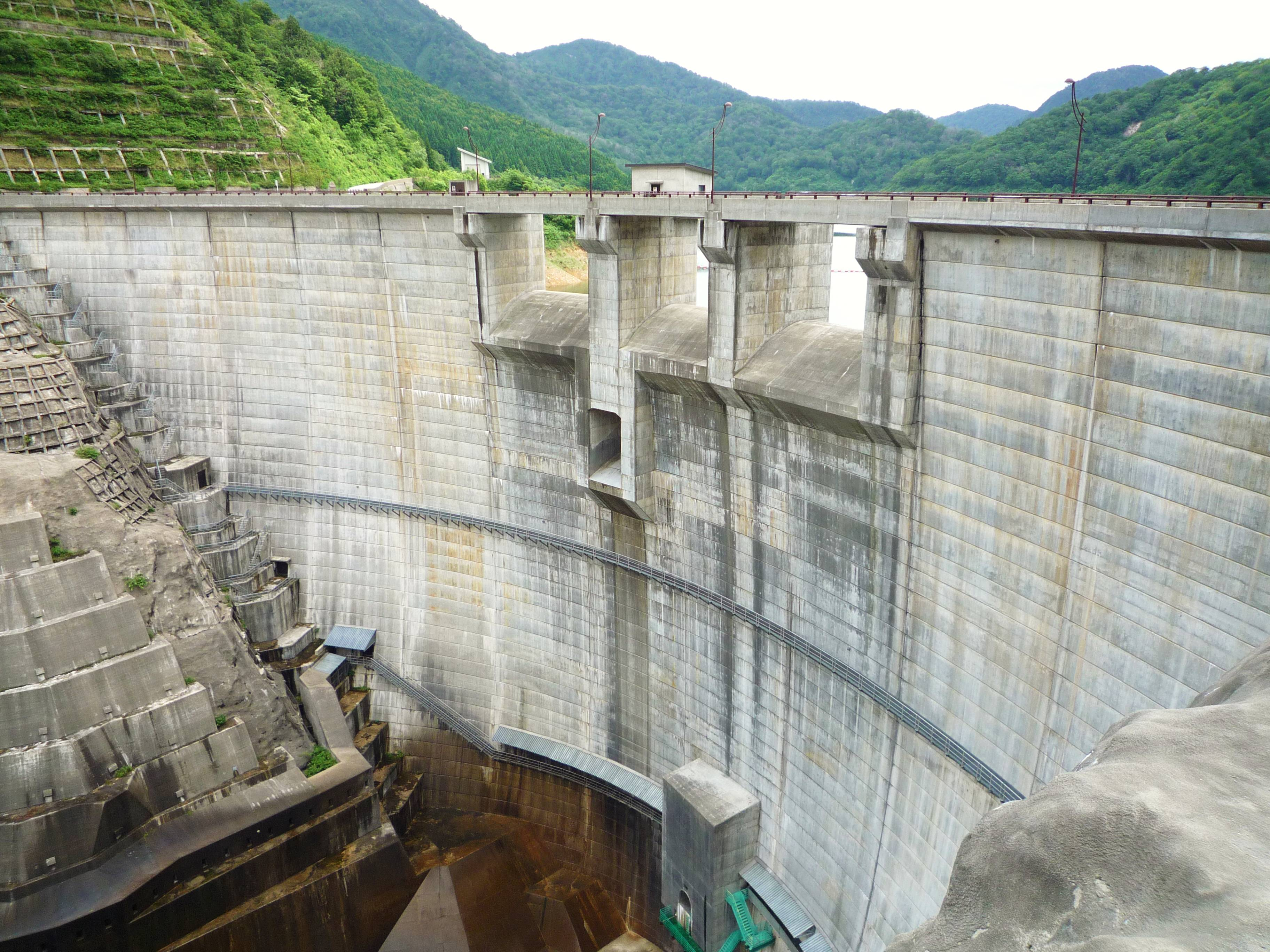
補助多目的ダム・奥三面ダム（新潟県・三面川水系三面川。新潟県営）

| 所在地        | 水系     | 河川     | ダム         | 型式         | 堤高 (m) | 総貯水容量 (千トン) |
| ------------- | -------- | -------- | ------------ | ------------ | -------- | ------------------- |
| 北海道        | 静内川   | 静内川   | 高見ダム     | ロックフィル | 120.0    | 229,000             |
| 新潟県        | 三面川   | 三面川   | 奥三面ダム   | アーチ       | 116.0    | 125,500             |
| 富山県 岐阜県 | 庄川     | 境川     | 境川ダム     | 重力式       | 115.0    | 56,100              |
| 福島県        | 夏井川   | 小玉川   | 小玉ダム     | 重力式       | 102.0    | 12,300              |
| 福岡県        | 那珂川   | 那珂川   | 五ヶ山ダム   | 重力式       | 100.5    | 40,200              |
| 福井県        | 九頭竜川 | 桝谷川   | 桝谷ダム     | ロックフィル | 100.4    | 24,200              |
| 岡山県        | 高梁川   | 高梁川   | 千屋ダム     | 重力式       | 97.5     | 28,000              |
| 神奈川県      | 酒匂川   | 河内川   | 三保ダム     | ロックフィル | 95.0     | 64,900              |
| 富山県        | 神通川   | 久婦須川 | 久婦須川ダム | 重力式       | 95.0     | 11,100              |
| 山口県        | 阿武川   | 阿武川   | 阿武川ダム   | 重力アーチ   | 95.0     | 153,500             |

- （注）黄色欄は未完成のダム。

### 水資源機構法に基づく多目的ダム
多目的ダムの内、独立行政法人水資源機構（以前は水資源開発公団）が「水資源機構法」に基づいて建設・管理を行うダムを指す。ただしここでは国土交通省が所管する水資源機構ダム事業部で管理されるダムを述べる（水路事業部のダムは国土交通省専管外の多目的ダムを参照）。

#### 沿革
1962年（昭和37年）、水資源開発促進法が施行され同時に水資源開発公団が発足した。当時高度経済成長の最盛期でもあり、京浜工業地帯・中京工業地帯・阪神工業地帯・北九州工業地帯の四大工業地帯はその設備・規模を拡張し続け、日本経済を牽引していた。また、戦後の混乱を脱し人口は加速度的に増加、より利便性の高い大都市圏に集中するようになった。このため従来は地下水や河川自流水に依存していた上水道・工業用水道が次第にひっ迫し始め、各地で水不足を招くようになった。特に1964年（昭和39年）に東京都を襲った「東京砂漠」は従来の利水対策の限界を露呈することとなった。
こうした経緯から全国主要都市を貫流する大河川の、特に利水に焦点を当てた河川総合開発を系統的に実施することによって、増加する水需要に対応しようとしたのが「水資源開発促進法」であり、それを執行する水資源開発公団であった。発足と同時に利根川水系・淀川水系を水資源開発指定水系に定め総合的な水資源開発を実施。ダム・堰・用水路等を一元的に建設・管理し首都圏・関西圏の水需要を賄おうとした。更に1964年筑後川水系、1965年（昭和40年）木曽川水系、1966年（昭和41年）吉野川水系、1974年（昭和49年）荒川水系、1991年（平成3年）豊川水系が指定水系となり、これに伴い建設省（現・国土交通省）が計画・建設していたダムが公団へ移管された。
ダムの建設・管理は水資源機構によって一元的に行われる。この辺りは国土交通大臣が一貫して建設から管理までを行う特定多目的ダムと同じである。だが、管理についてはあくまでも河川管理者である国土交通大臣の権限を一部代行するものとして施行される。従ってダムの施設管理方針は主務大臣である国土交通大臣の指示に基づいて作成されることが水資源機構法の第21条・第22条で定められている。特に洪水調節に関しては、機構法第24条で緊急時には大臣が機構を指揮して操作を行うことができる。また、施設管理方針を変更する場合等には国土交通大臣の認可の他に、ダム所在地あるいはダム事業に参加する都道府県知事に協議をしなければならないと定められている。

#### 機構法に基づく主な多目的ダム

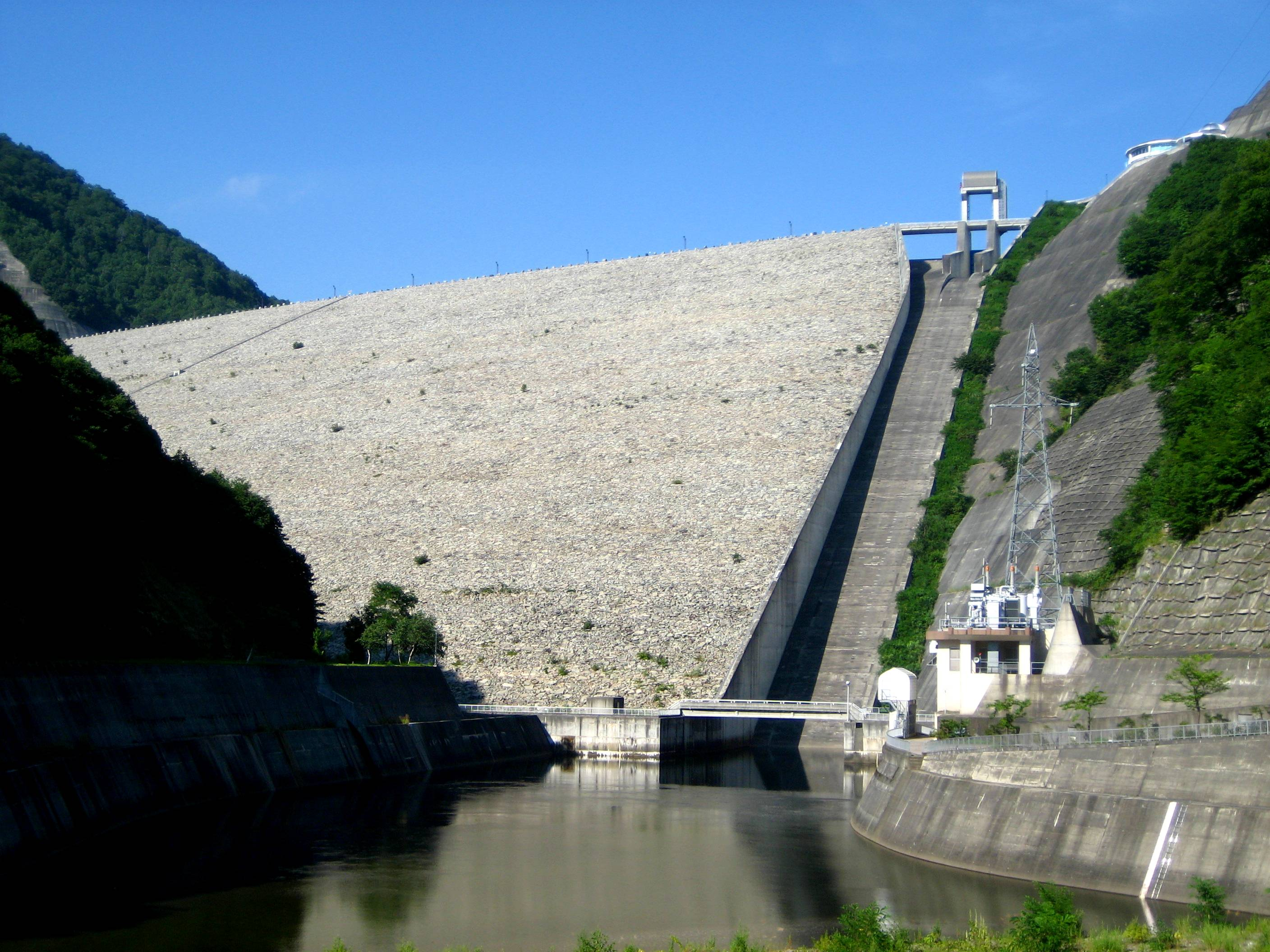
機構法に基づく多目的ダム・奈良俣ダム（群馬県・利根川水系楢俣川。水資源機構）

| 所在地            | 水系   | 河川     | ダム       | 型式         | 堤高 (m) | 総貯水容量 (千トン) |
| ----------------- | ------ | -------- | ---------- | ------------ | -------- | ------------------- |
| 岐阜県            | 木曽川 | 揖斐川   | 徳山ダム   | ロックフィル | 161.0    | 660,000             |
| 群馬県            | 利根川 | 楢俣川   | 奈良俣ダム | ロックフィル | 158.0    | 90,000              |
| 埼玉県            | 荒川   | 浦山川   | 浦山ダム   | 重力式       | 155.0    | 58,000              |
| 滋賀県            | 淀川   | 高時川   | 丹生ダム   | ロックフィル | 145.0    | 157,000             |
| 埼玉県            | 荒川   | 中津川   | 滝沢ダム   | 重力式       | 140.0    | 63,000              |
| 群馬県            | 利根川 | 渡良瀬川 | 草木ダム   | 重力式       | 140.0    | 60,500              |
| 長野県            | 木曽川 | 木曽川   | 味噌川ダム | ロックフィル | 140.0    | 61,000              |
| 群馬県            | 利根川 | 利根川   | 矢木沢ダム | アーチ       | 131.0    | 204,300             |
| - 群馬県 - 埼玉県 | 利根川 | 神流川   | 下久保ダム | 重力式       | 129.0    | 130,000             |
| 岐阜県            | 木曽川 | 馬瀬川   | 岩屋ダム   | ロックフィル | 127.5    | 173,500             |

- （注）黄色欄は未完成のダム。

### 兼用工作物
多目的ダムの内、河川管理者（国土交通省または都道府県知事）と利水事業者（電力会社など）がダム施設を共同で建設・管理を行う多目的ダムのことである。

#### 沿革
多目的ダム事業は、大抵の場合「河川総合開発事業」に則って河川管理者である国土交通大臣もしくは各都道府県知事といった河川管理者による単一の事業主体として行われる。だが、元々水力発電開発として計画・建設されていたダムがその後の治水・利水計画に基づき河川管理者が事業に参加するケースも見られた（例・「奥越総合開発事業」等）。多目的ダムではこれ以前から複数の事業者によって建設・管理されるダムが幾つか存在していたが、旧河川法による多目的ダムの法的位置づけは極めて曖昧なもので、民法244条～262条に基づく「共有物の規定」に従い建設費の負担割合に応じて共有割合を定め管理していたため、管理の責任が不明確なものとなっていた。
1957年（昭和32年）の特定多目的ダム法は計画～管理まで国が一元的に行い、建設費全額を国庫負担する代わりに所有権も国が持つことを明文化し、国土交通省（当時は建設省）が建設・管理する多目的ダムは民法の共有物規定が適用されない施設として明確に規定された。だが、国土交通省のダムでも、先述のように当初は利水事業者が計画していたダム事業に河川総合開発の観点から相乗りするケースが出るようになり、これに対する事業者間のダム運用・管理の調整が必要となった。こうした問題に対処すべく、1964年（昭和39年）に施行された新・河川法第17条において、こうしたダムに対する管理の在り方を定めた。
河川管理者（国・地方自治体）が施工する河川管理施設と、利水事業者（電力会社等）が施工する河川工作物が同一施設である場合、両事業者は管理業務や管理区域を協議して分担することを定めた。こうしたダムを「兼用工作物」と専門的には呼び、管理は複数の管理者が行う。このためこうしたダムの内国土交通省直轄ダムで多目的ダムである場合は、大臣が一元的に管理していないため特定多目的ダムの範疇からは外れる。都道府県営ダムの場合、県庁内の複数部署（例・ダムや河川を管轄する土木部局と電気事業を管轄する企業局、企業庁が共同管理する場合）がダムを共同管理する場合にも河川法第17条が該当する。
そして特定多目的ダム法が施行される以前に建設された国土交通省直轄ダムについては、旧河川法の下で利水事業者と共同で施工したため、同じく「兼用工作物」ダムとしての扱いを受ける。桂沢ダム（幾春別川）・石淵ダム（胆沢川）・田瀬ダム（猿ヶ石川）・鳴子ダム（江合川）・五十里ダム（男鹿川）・藤原ダム（利根川）・相俣ダム（赤谷川）・柳瀬ダム（銅山川）は特定多目的ダムではなく、このカテゴリーに入る。また芦別ダム（芦別川）・品木ダム（湯川）・猿谷ダム（熊野川）といった洪水調節目的がない国土交通省直轄ダムも、この扱いを受ける。

#### 「兼用工作物」としての多目的ダム

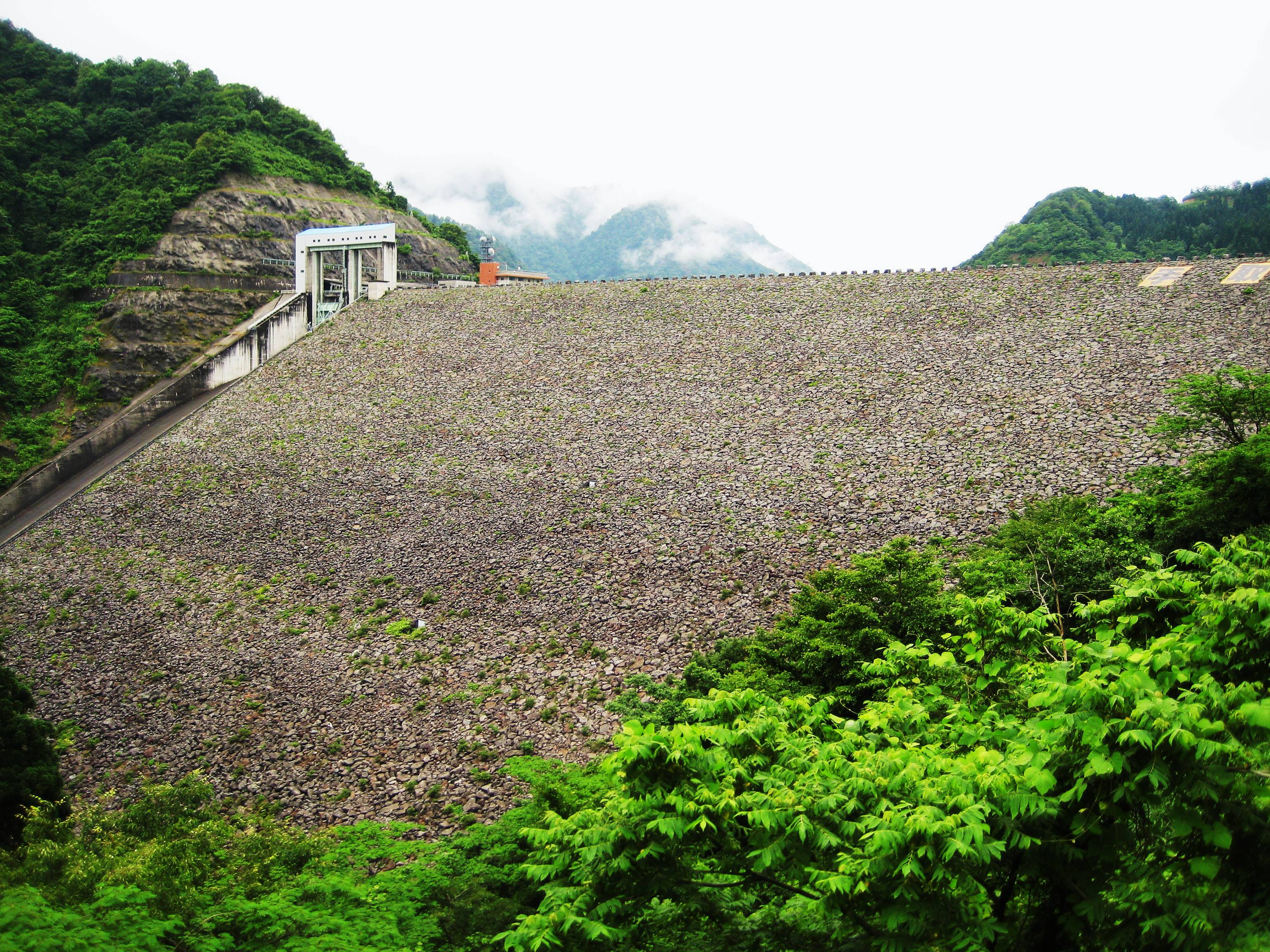
「兼用工作物」多目的ダム・手取川ダム（石川県・手取川水系手取川。国土交通省北陸地方整備局・電源開発・石川県）

| 所在地   | 水系     | 河川     | ダム               | 型式         | 堤高 (m) | 総貯水容量 (千トン) | 管理者                             |
| -------- | -------- | -------- | ------------------ | ------------ | -------- | ------------------- | ---------------------------------- |
| 石川県   | 手取川   | 手取川   | 手取川ダム         | ロックフィル | 153.0    | 231,000             | - 国土交通省 - 電源開発 - 石川県   |
| 福井県   | 九頭竜川 | 九頭竜川 | 九頭竜ダム         | ロックフィル | 128.0    | 330,000             | - 国土交通省 - 電源開発            |
| 愛知県   | 天竜川   | 大入川   | 新豊根ダム         | アーチ       | 116.5    | 53,500              | - 国土交通省 - 電源開発            |
| 北海道   | 石狩川   | 夕張川   | 夕張シューパロダム | 重力式       | 107.0    | 433,000             | - 国土交通省 - 農林水産省 - 北海道 |
| 岐阜県   | 木曽川   | 木曽川   | 丸山ダム           | 重力式       | 98.5     | 79,520              | - 国土交通省 - 関西電力            |
| 新潟県   | 三面川   | 三面川   | 三面ダム           | 重力式       | 82.5     | 47,800              | - 新潟県 - 新潟県企業局            |
| 神奈川県 | 相模川   | 相模川   | 城山ダム           | 重力式       | 75.0     | 62,300              | - 神奈川県 - 神奈川県企業庁電気局  |

- （注）黄色欄は未完成のダム。

### 国土交通省専管事業外の多目的ダム
多目的ダムの内、河川管理者である国土交通省が全く国庫補助を行っていないか、建設から管理に携わっていない多目的ダムのことである。目的の中に洪水調節がないのが最大の特徴である。
通常は農林水産省や水資源機構水路事業部（農林水産省・厚生労働省所管）、電力会社管理ダムや上水道専用ダムにおいて後から本来の目的以外の用途を目的に加えた、あるいは最初から利水ダムとして建設された場合がこれに該当する。一般には多目的ダムの最大の目的は洪水調節にあるため、洪水調節目的がない場合は複数の機能を保持していたとしても、狭義としては多目的ダムと見なされない場合が多い。ただし利水専用ダムであっても国土交通省直轄ダムのように河川管理者が管理している場合、洪水調節目的がなくても多目的ダムに位置づけられる。このようなダムとしては「吉野熊野特定地域総合開発計画」によって熊野川本川に建設された猿谷ダムがある。

#### 主な専管事業外多目的ダム

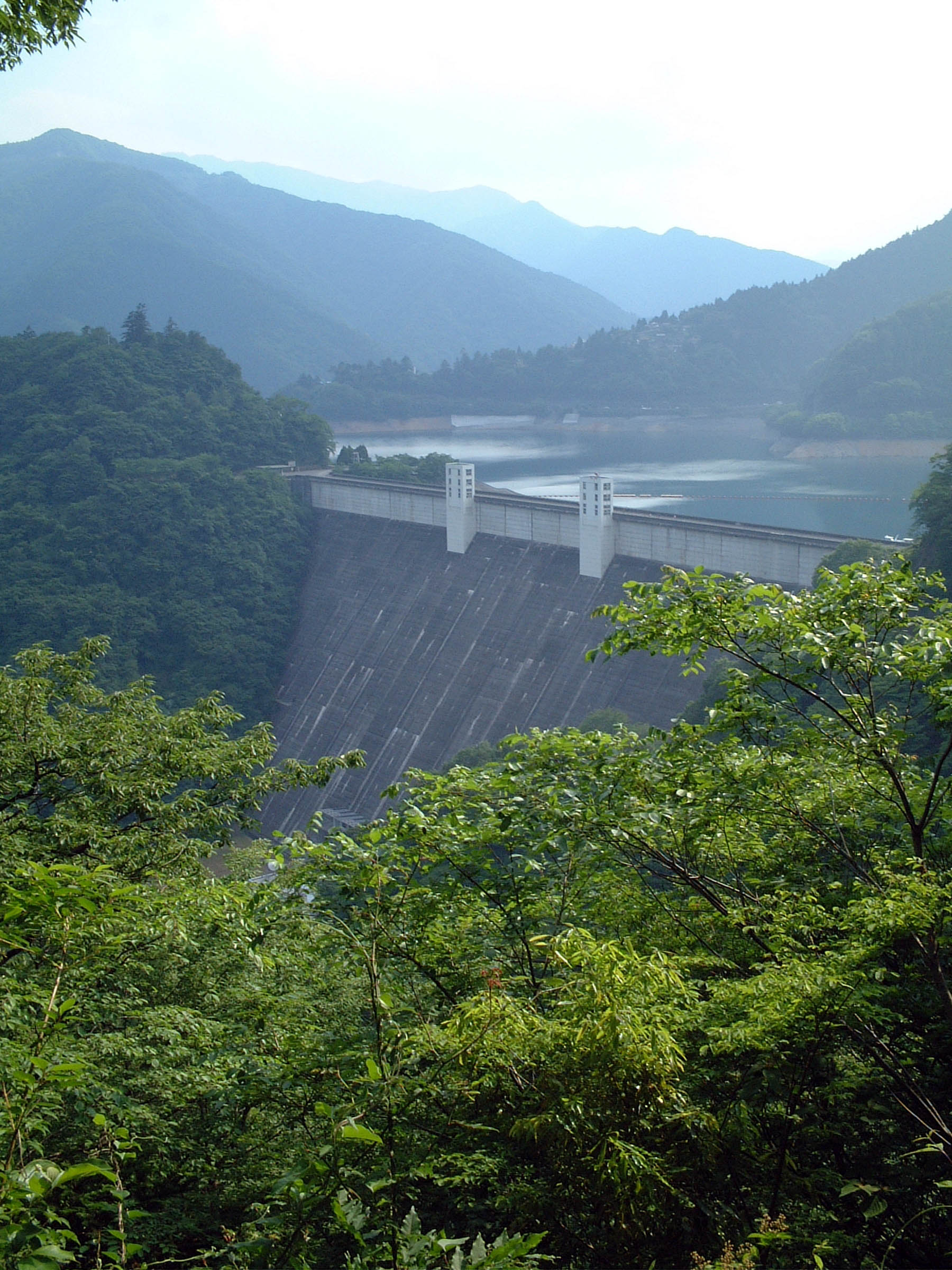
専管事業外多目的ダム・小河内ダム（東京都・多摩川水系多摩川。東京都水道局）

| 所在地 | 水系     | 河川     | ダム         | 型式         | 堤高 (m) | 総貯水容量 (千トン) | 管理者       |
| ------ | -------- | -------- | ------------ | ------------ | -------- | ------------------- | ------------ |
| 東京都 | 多摩川   | 多摩川   | 小河内ダム   | 重力式       | 149.0    | 189,100             | 東京都水道局 |
| 長野県 | 木曽川   | 王滝川   | 牧尾ダム     | ロックフィル | 104.5    | 78,000              | 水資源機構   |
| 岡山県 | 高梁川   | 成羽川   | 新成羽川ダム | 重力アーチ   | 103.0    | 127,500             | 中国電力     |
| 富山県 | 小矢部川 | 小矢部川 | 刀利ダム     | アーチ       | 101.0    | 31,400              | 富山県       |
| 兵庫県 | 市川     | 市川     | 黒川ダム     | ロックフィル | 98.0     | 33,390              | 関西電力     |
| 静岡県 | 天竜川   | 天竜川   | 秋葉ダム     | 重力式       | 89.0     | 34,703              | 電源開発     |
| 福岡県 | 筑後川   | 小石原川 | 江川ダム     | 重力式       | 79.2     | 25,326              | 水資源機構   |
| 福島県 | 太田川   | 太田川   | 横川ダム     | 重力式       | 78.5     | 13,650              | 南相馬市     |
| 栃木県 | 那珂川   | 那珂川   | 深山ダム     | ロックフィル | 75.5     | 25,800              | 栃木県       |
| 愛媛県 | 仁淀川   | 割石川   | 面河ダム     | 重力式       | 73.5     | 28,300              | 土地改良区   |